# Армитидж, Саймон
Саймон Армитидж (англ. Simon Armitage, род. 26 мая 1963, Марсден, Уэст-Йоркшир) — английский поэт и прозаик.

## Биография
Учился в университетах Портсмута, Лидса, Айовы. Читает лекции в Метрополитен университете Манчестера.

## Творчество и признание
Эрмитидж пишет также для радио, кино и телевидения. Он — автор либретто оперы Стюарта Макрея «Смертоносное древо» (2006). Лауреат нескольких премий, включая премию Айвора Новелло (2003) за исполнение собственных песен. В 2006 году входил в жюри поэтической премии Гриффина и Букеровской премии. Награждён Королевской золотой медалью за поэтические достижения (2018).
С мая 2019 года — придворный поэт Великобритании.

## Произведения

### Стихи
- Zoom! (1989, шорт-лист Уитбредовской премии)
- Xanadu (1992)
- Kid (1992)
- Book Of Matches (1993)
- The Dead Sea Poems (1995)
- CloudCuckooLand (1997)
- Killing Time (1999)
- Mister Heracles (2000)
- Universal Home Doctor (2002)
- Travelling Songs (2002)
- Homer’s Odyssey (2006, стихотворная драма)
- Tyrannosaurus Rex Versus The Corduroy Kid (2006, шорт-лист премии Т. С.Элиота)
- The Not Dead (2008)
- Out of the Blue (2008)
- Seeing Stars (2010)

### Переводы
- Homer's Odyssey (2006)
- Sir Gawain and The Green Knight (2007)
- The Death of King Arthur (2011, шорт-лист премии Т. С. Элиота)

### Романы
- Little Green Man (2001)
- The White Stuff (2004)

### Эссе
- All Points North (1999)

### Сводные издания
- The shout: selected poems (2005)

## Публикации на русском языке
- Песни Саймона// Новая Юность, 2007, № 4